# Saint-André-les-Vergers
Saint-André-les-Vergers ist eine französische Gemeinde mit 12.695 Einwohnern (Stand 1. Januar 2022) im Département Aube in der Region Grand Est.

## Geographie
Saint-André-les-Vergers liegt im südwestlichen Teil des Großraums Troyes.

## Geschichte
Unter der Leitung des hl. Frobert gründeten die Mönche der Abtei von Montier-la-Celle das Dorf Saint-André, das sich dann rund um die im 16. Jahrhundert erbaute Kirche entwickelt hat. Hier findet sich auch ein Porträt von mit Girlanden aus Obst und Gemüse geschmückten Obstbauern. Bereits zu dieser Zeit war das Dorf für seinen Gemüseanbau und seine Obstgärten bekannt. Der Namenszusatz Les Vergers (lit. Die Obstgärten) wurde per Dekret vom 4. Februar 1919 verliehen. Rechte zum Abhalten von Gemüsemärkten bestehen bereits seit dem 28. Januar 1559. Der Ruf als landwirtschaftlich geprägter Ort sowie die Nähe zu Troyes verhinderten jedoch mehrere Jahrhunderte lang eine Entwicklung hin zu einem Handels- oder Industriezentrum.

### 20. Jahrhundert
Nach dem Zweiten Weltkrieg erlebte der Ort einen Aufschwung, der durch die Gründung der Stahlmastenfabrik Petitjean initiiert wurde. Die Ansiedlung einiger Handelsunternehmen hat in jüngerer Zeit zu einer städtischeren Entwicklung und zum Zuzug jüngerer Menschen geführt. Mittlerweile hat sich der Ort den Ruf einer modernen Gemeinde erworben. Die Einrichtung einer Oberstufenschule hat das bereits bestehende Schulsystem vor Ort ergänzt.
Die in den dreißiger Jahren durch Ansiedlung einer Strumpfwarenfabrik begonnene positive Bevölkerungsentwicklung setzt sich bis heute fort, so dass der Ort seinen Einwohnern heute kulturelle, sportliche und soziale Einrichtungen bieten kann.

### Einwohnerentwicklung
- 1962: 05.115
- 1968: 07.660
- 1975: 10.370
- 1982: 10.681
- 1990: 11.329
- 1999: 11.125
- 2016: 12.116

## Städtepartnerschaften
- Ober-Ramstadt, Deutschland, seit 1970
- Cogoleto, Italien, seit 2005

## Kultur und Sehenswürdigkeiten

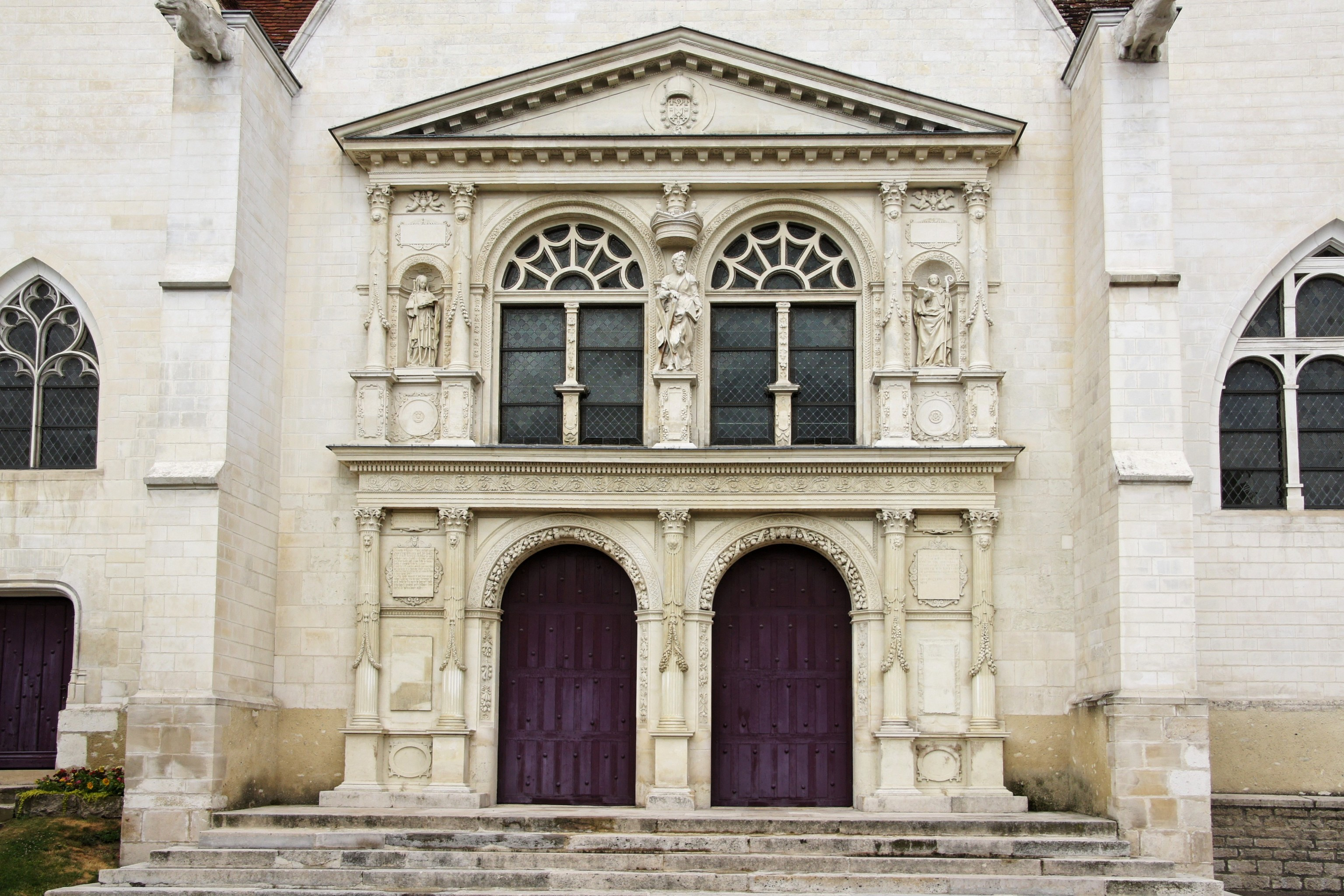
Renaissanceportal der Kirche Saint-André

- Kirche Saint-André, erbaut im 16. Jahrhundert
- Buch- und Kulturhaus (1983) mit 25.000 Bänden
- Mehrzweckhalle Gérard Philipe für 300 Personen